# FIFA 세기의 선수
FIFA 세기의 선수는 20세기 최고의 축구 선수를 선정하기 위해 FIFA가 만든 일회성 상이며, 2000년 12월 11일 로마에서 개최된 FIFA 월드 갈라에서 발표됐다. 디에고 마라도나와 펠레가 공동 수상자로 선정되었다. 마라도나는 인터넷 여론 투표를 통해 이 상을 수상했으며, 펠레는 FIFA 임원, 언론인 및 감독의 투표를 통해 수상했다.

## 배경
1991년 이래로, FIFA는 FIFA 올해의 선수 시상식을 개최했으며, 새천년에는 공공 투표를 실시해서 FIFA 세기의 선수를 선정하기로 했다. 이는 공식 웹사이트, 공식 매거진 및 대배심에 의한 투표를 통해 결정되었다. 마라도나는 인터넷 기반의 여론 투표에서 53.6%의 득표율을 기록하면서 18.53%의 득표율을 기록한 펠레에게 크게 앞서 수상했다. 펠레와 같은 시기에 활동한 에우제비우가 여론조사에서 3위를 차지했음에도 불구하고, 많은 이들이 인터넷 기반 환경의 여론 투표가 마라도나의 플레이를 보았지만 펠레의 플레이는 보지 못한 젊은 팬들의 왜곡된 통계를 가져왔다고 불평했다. 그 결과, FIFA는 두 번째 여론 투표를 추가하기로 결정했고 축구 기자, 임원 및 감독으로 구성된 ‘축구 가족(Football Family)’ 위원회를 임명했고, 펠레가 72.75%의 득표율을 세기의 선수로 선정되면서 마라도나와 펠레가 공동 수상을 하였다.

### FIFA 인터넷 투표
FIFA의 인터넷 여론 투표 결과는 다음과 같다.
|      | 플레이어             | 국적       | 백분율 |
| ---- | -------------------- | ---------- | ------ |
| 1위  | 디에고 마라도나      | 아르헨티나 | 53.6%  |
| 2위  | 펠레                 | 브라질     | 18.53% |
| 3위  | 에우제비우           | 포르투갈   | 6.21%  |
| 4위  | 로베르토 바조        | 이탈리아   | 5.42%  |
| 5위  | 호마리우             | 브라질     | 1.69%  |
| 6위  | 마르코 판 바스턴     | 네덜란드   | 1.57%  |
| 7위  | 호나우두             | 브라질     | 1.55%  |
| 8위  | 프란츠 베켄바워      | 독일       | 1.50%  |
| 9위  | 지네딘 지단          | 프랑스     | 1.34%  |
| 10위 | 히바우두             | 브라질     | 1.19%  |
| 11위 | 지쿠                 | 브라질     | 1.15%  |
| 12위 | 가힌샤               | 브라질     | 1.08%  |
| 13위 | 요한 크라위프        | 네덜란드   | 0.87%  |
| 14위 | 알프레도 디 스테파노 | 아르헨티나 | 0.68%  |
| 15위 | 미셸 플라티니        | 프랑스     | 0.58%  |
| 16위 | 보비 찰턴            | 잉글랜드   | 0.39%  |
| 17위 | 푸슈카시 페렌츠      | 헝가리     | 0.37%  |
| 18위 | 로타어 마테우스      | 독일       | 0.37%  |
| 19위 | 레프 야신            | 소련       | 0.36%  |
| 20위 | 조지 베스트          | 북아일랜드 | 0.32%  |

### FIFA 매거진 및 대배심 투표
이 부분은 FIFA 매거진 독자 투표와 FIFA 대배심에 의해 선정되었다.
|     | 플레이어             | 국적       | 백분율 |
| --- | -------------------- | ---------- | ------ |
| 1위 | 펠레                 | 브라질     | 72.75% |
| 2위 | 알프레도 디 스테파노 | 아르헨티나 | 9.75%  |
| 3위 | 디에고 마라도나      | 아르헨티나 | 6.0%   |
| 4위 | 프란츠 베켄바워      | 독일       | 2.5%   |
| 5위 | 요한 크라위프        | 네덜란드   | 2.0%   |
|     | 조지 베스트          | 북아일랜드 | 2.0%   |
| 7위 | 미셸 플라티니        | 프랑스     | 1.0%   |
|     | 가힌샤               | 브라질     | 1.0%   |
|     | 지쿠                 | 브라질     | 1.0%   |
|     | 게르트 뮐러          | 독일       | 1.0%   |
|     | 로베르토 바조        | 이탈리아   | 1.0%   |

### FIFA 100주년 시상식
다음은 FIFA가 선정한 FIFA 100주년 선수 및 축구인이다.
| 우승자          | 국적   |
| --------------- | ------ |
| 프란츠 베켄바워 | 독일   |
| 펠레            | 브라질 |

### IFFHS
IFFHS는 언론인과 전직 선수의 참여로 진행된 투표를 통해 선정된 상을 수여했다 (자세한 내용은 제공되지 않음).
|      | 플레이어             | 국적       | 투표    |
| ---- | -------------------- | ---------- | ------- |
| 1위  | 펠레                 | 브라질     | 1,705표 |
| 2위  | 요한 크라위프        | 네덜란드   | 1,303표 |
| 3위  | 프란츠 베켄바워      | 독일       | 1,228표 |
| 4위  | 알프레도 디 스테파노 | 아르헨티나 | 1,215표 |
| 5위  | 디에고 마라도나      | 아르헨티나 | 1,214표 |
| 6위  | 푸슈카시 페렌츠      | 헝가리     | 810표   |
| 7위  | 미셸 플라티니        | 프랑스     | 722표   |
| 8위  | 가힌샤               | 브라질     | 624표   |
| 9위  | 에우제비우           | 포르투갈   | 544표   |
| 10위 | 보비 찰턴            | 잉글랜드   | 508표   |